# Engrish

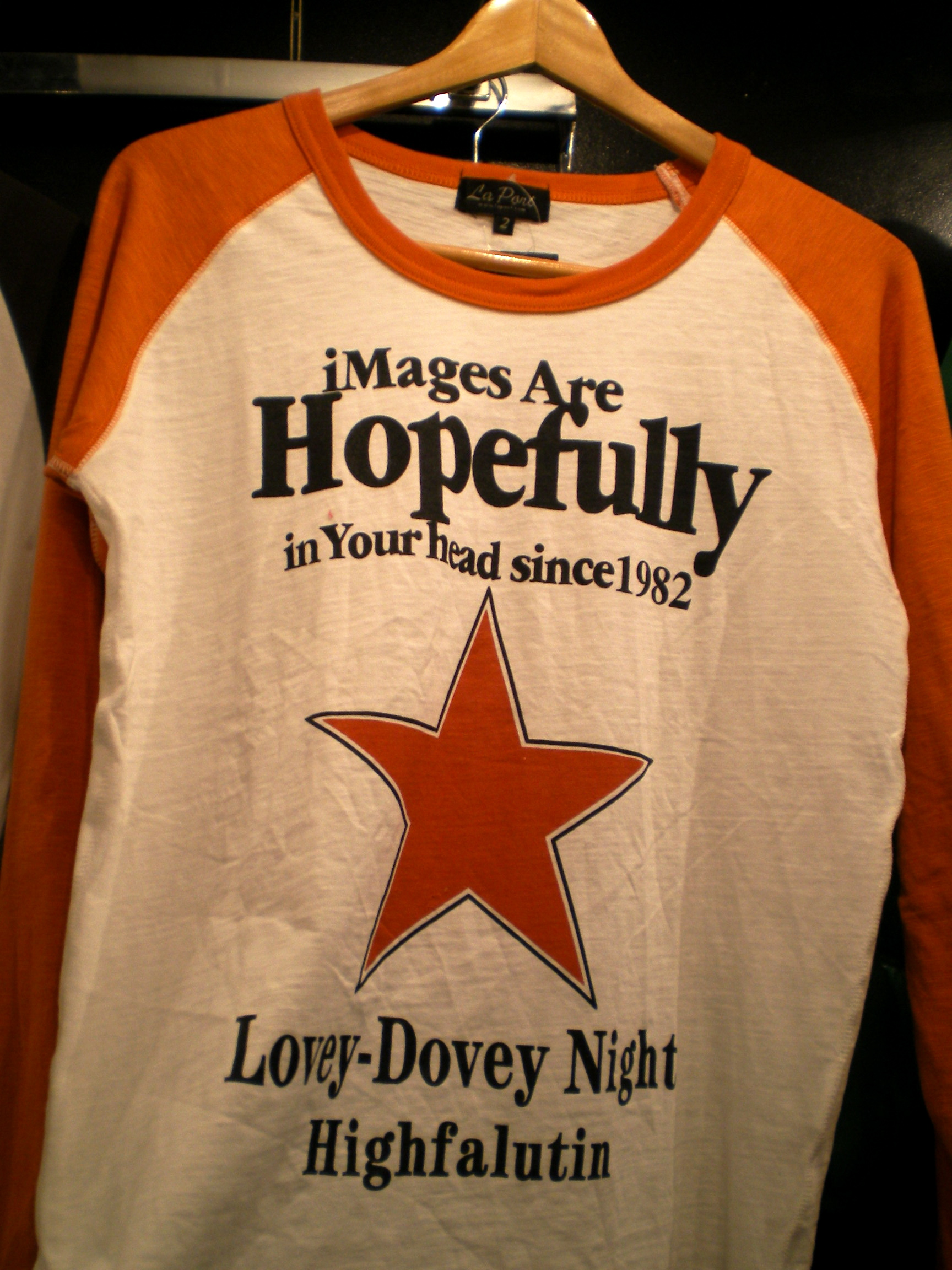
Декоративная надпись на ингрише на японской футболке

Ингриш (англ. Engrish) — сленговое название ошибок при использовании английского языка носителями восточно-азиатских языков. Также термин означает произношение в японском языке — в японском языке нет звука «л», и японцы произносят его как «р». Хотя термин относится к устному английскому, он всё же чаще означает письменный английский язык. Его можно встретить во многих местах, в том числе на знаках, в меню и рекламных объявлениях.

## Происхождение явления
В японском и английском языках сильно отличается порядок слов в предложении, японцы плохо различают «Л» и «Р», очень часто пользуются автоматизированными онлайн-переводчиками. Ещё одним фактором является использование английских слов лишь для декоративной функции. Следуя своей моде, японцы тем не менее знают, что жители Японии и не будут стараться читать английский вариант надписи. Поэтому и не уделяется время проверке ошибок.

## Ингриш в популярной культуре
Популярность ингришу помогли создать японские маркетинговые фирмы, производящие огромное количество рекламы, продуктов и одежды с надписями на английском. Ингриш также встречается во многих ранних видеоиграх, произведённых в Японии, как правило из-за создателей, не желавших или не имевших достаточно денег на правильный перевод. Одним из известных примеров является интернет-мем All your base are belong to us («Все ваша база принадлежать нам») из игры Zero Wing.